# Elisabeth Sophia van Brandenburg (1674-1748)

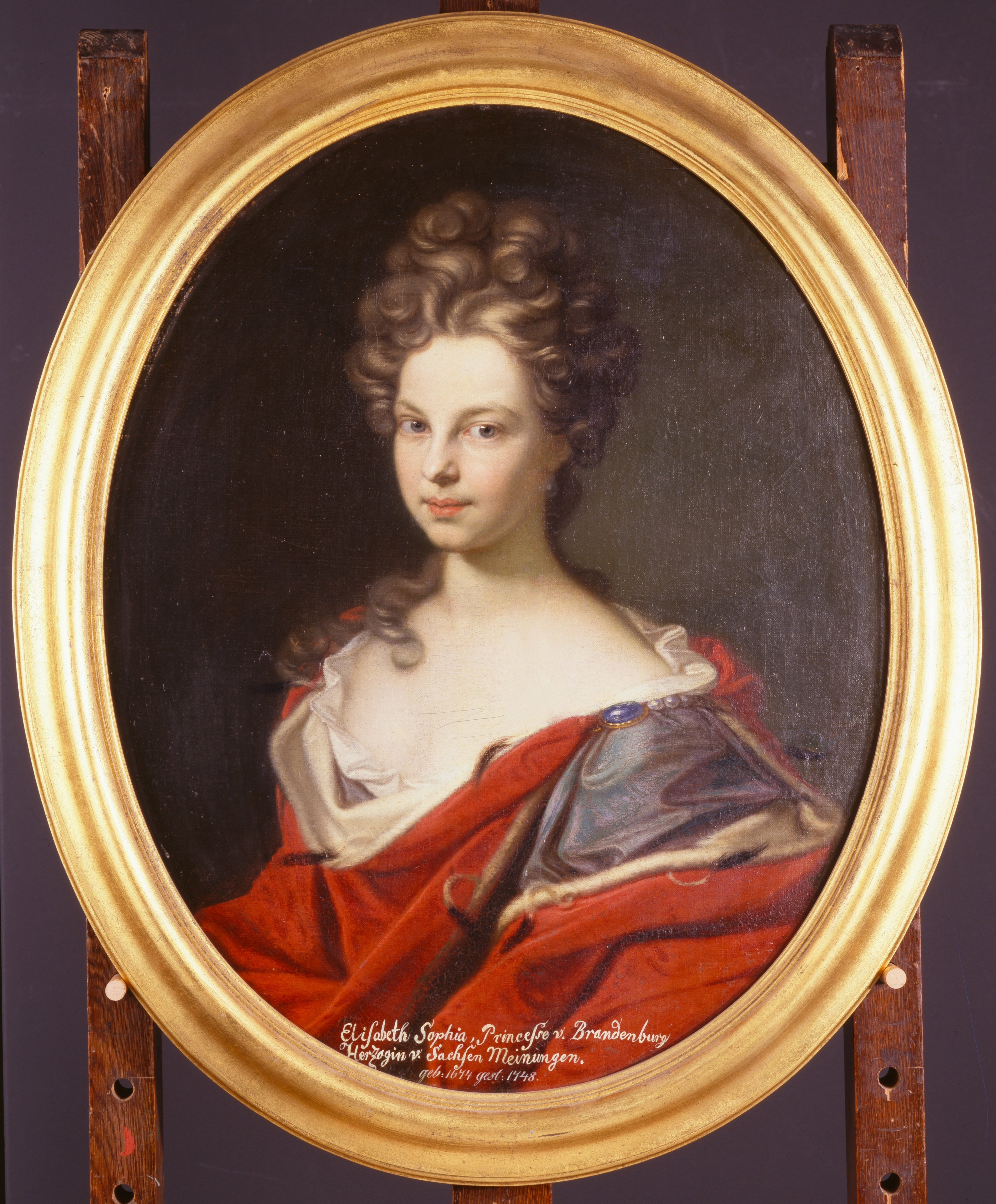
Elisabeth Sophia van Brandenburg

Elisabeth Sophia van Brandenburg (Cölln, 5 april 1674 – Römhild, 22 november 1748) was een dochter van Frederik Willem I van Brandenburg en diens tweede echtgenote Dorothea Sophie van Sleeswijk-Holstein-Sonderburg-Glücksburg.
Zij was gehuwd met:
- Frederik Casimir van Koerland (1650-1698)
  - Frederik Willem (1692-1711), hertog van Koerland, gehuwd met Anna Ivanovna van Rusland
  - Leopold Karel (1693-1697)
- Christiaan Ernst van Brandenburg-Bayreuth (1644-1712)
- Ernst Lodewijk I van Saksen-Meiningen (1674-1724)